# Ragazze nel pallone - La rivincita
Ragazze nel pallone - La rivincita (Bring It On Again) è un film del 2004 di Damon Santostefano, con Anne Judson-Yager e Bree Turner.
Ambientato nel mondo delle cheerleader statunitensi, è il primo "sequel" di Ragazze nel pallone.

## Trama
Whittier arriva al California State College con la speranza di entrare nella squadra di Cheerleading. Qui si trova assieme a Monica che ha le sue stesse aspettative ed entrambe impressionano durante le selezioni. Il capo delle cheerleader Tina però ha idee che vanno contro i loro principi, per questo Whittier e Monica decidono di fondare una nuova squadra, selezionando molti ragazzi che Tina considerava privi di talento e, soprattutto, obsoleti e inutili. La nuova squadra è quindi composta dagli "emarginati" del college, e da membri di club poco importanti che hanno subito tagli economici per colpa del Cheerleading, ma vogliono dimostrare il loro valore cercando di partecipare al campionato nazionale al posto della squadra di Tina.